# Przyjmy (powiat wyszkowski)
Przyjmy – wieś w Polsce położona w województwie mazowieckim, w powiecie wyszkowskim, w gminie Brańszczyk. Ma status sołectwa.

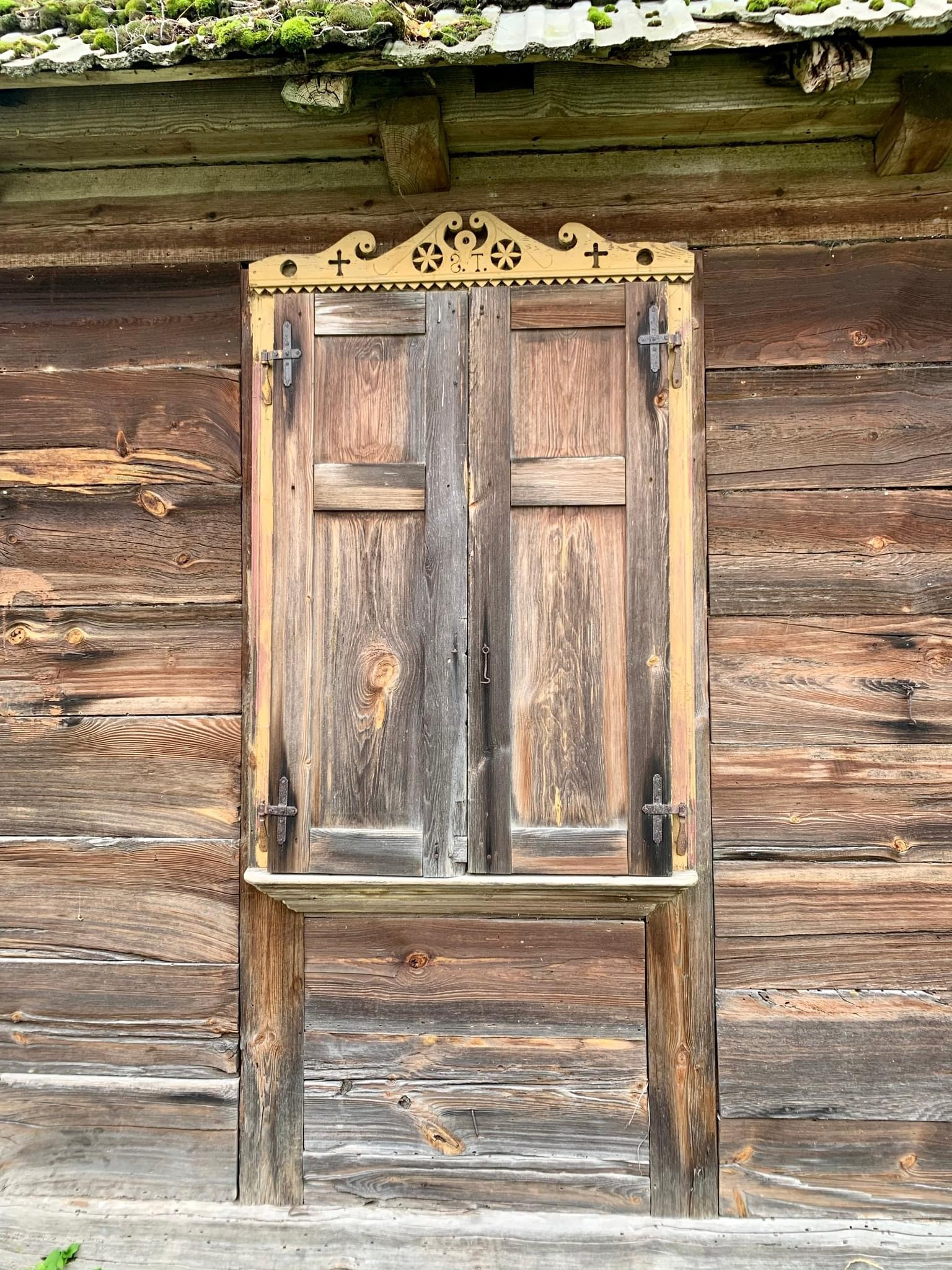
Okiennica białokurpiowskiej chaty we wsi

## Historia
Wieś, zwana Przyjmami Brańszczykowskimi dla odróżnienia od Przyjm koło Poręby i Przyjm koło Ostrowi Mazowieckiej, była jedną z osad, w których w latach 1730–1790 biskupi płoccy osadzili Kurpiów Zielonych. Zamieszkała tau głównie rodzina Rogalskich. Wieś należała do ostrowskiej grupy Puszczy Białej, czyli części władztwa biskupiego związanej z gospodarką leśną.
W XVIII wieku we wsi istniało wójtostwo. Wieś wchodziła w skład dóbr biskupów płockich, a następnie, po III rozbiorze, dób narodowych Brańszczyk. W okresie rządów pruskich pańszczyznę zamieniono na czynsz.
W latach 1819–1822 we wsi notowano 16 gospodarstw. W 1820 w 7 gospodarstwach czynszowych żyło 16 gospodarzy. We wsi mieszkało 6 chałupników. Istniał szynk. Razem żyło tu 96 osób, w tym 7 Żydów. Włościanie najmowali się do wywózki drewna. W 1827 w Przyjmach było 19 domów zamieszkałych przez 204 osoby. Około 1888 we wsi istniało 51 domów, w których żyło 349 osób. W 1885 we wsi istniały 54 gospodarstwa, w 1919 – 58. W 1924 wieś liczyła 69 gospodarstw.
W latach 1921–1931 wieś leżała w województwie białostockim, w powiecie ostrołęckim, w gminie Brańszczyk. Według Powszechnego Spisu Ludności z 1921 roku wieś zamieszkiwało 370 osób w 60 budynkach mieszkalnych. Miejscowość należała do parafii rzymskokatolickiej w Brańszczyku. Podlegała pod Sąd Grodzki w Ostrowi Mazowieckiej i Okręgowy w Łomży; właściwy urząd pocztowy mieścił się w Brańszczyku.
W wyniku agresji III Rzeszy na Polskę we wrześniu 1939 wieś znalazła się pod okupacją niemiecką i do wyzwolenia weszła w skład dystryktu warszawskiego Generalnego Gubernatorstwa.
W latach 1975–1998 miejscowość należała administracyjnie do województwa ostrołęckiego.
W 1998 mieszkało tu 291 osób, w 2002 – 279, w 2009 – 287 osób, zaś według spisu powszechnego z 2011 – 272 osoby. Na dzień 31 grudnia 2013 roku sołectwo liczyło 266 mieszkańców zameldowanych na pobyt stały. Z kolei według spisu powszechnego z 2021 żyło tu 236 osób.
Wierni Kościoła rzymskokatolickiego należą do parafii św. Jana Chrzciciela w Brańszczyku.